# Косовска битка (1448)
За остале употребе, погледајте страницу Косовска битка.
Друга косовска битка је вођена од 17. октобра до 20. октобра 1448. године на Косову пољу између снага Краљевине Мађарске (ојачаних влашким одредима) предвођених Јаношом Хуњадијем са једне и Турака Османлија предвођених Муратом II (1421—1451) са друге стране. Окончала се потпуним сломом мађарских снага, које су се повукле у нереду, док је сам Хуњади напустио бојиште у ноћи између 19. и 20. октобра. Овим мађарским поразом су практично окончани покушаји да се Османлије протерају са Балканског полуострва и после ње преостале хришћанске државе воде махом дефанзивне борбе са Османским царством.
До саме битке је дошло услед Хуњадијеве процене да је погодан тренутак да се Османлијама зада ударац и да се сузбију са Балкана. Са тим циљем се упутио ка Косову да би се спојио са Скендербеговим снагама, после чега је планиран заједнички поход против Мурата II. Међутим турски султан их је предухитрио и разбио мађарске снаге пре него што су успеле да се споје са својим савезницима. У овом походу није учествовао српски деспот Ђурађ Бранковић (1427—1456), иако се битка водила на дефакто његовој територији. Он је, као и 1444. године, проценио да је Османско царство сувише јако и да се не треба залетати. Због тога га је Хуњади сматрао непријатељем и током свог похода се на тлу Деспотовине Србије понашао као да се налази на непријатељској територији. Као последицу таквог понашања деспот Ђурађ га је заробио приликом повлачења са Косова а од Мађара је затражио велики откуп на име учињене штете коју су причиниле Хуњадијеве снаге. Иако су Османлије од њега захтевала да им преда Хуњадија, он је то одбио и након што је договорио откуп од 100.000 дуката са Мађарима, пустио је Хуњадија из заточеништва.
Сам Хуњади је оставио траг и у српској народној традицији која га познаје као Сибињанин Јанка, али је и други косовски бој заузео своје место у њој, пошто се за њега везују две народне изреке:
- „Касно Јанко на Косово стиже”, која се односи на другу косовску битку 1448. године.
- „Страдао као Јанко на Косову”, која се односи на тежак пораз који су Османлије нанеле Хуњадијевим снагама.

Халкохондил, који је служио код деспота Константина, који је био пријатељ и дописивао се са деспотом Ђурађем Бранковићем, записао је: „Тешко није било распознати Турчина од хришћанина, јер Турци брију главе, остављајући на врху само перчин, док Мађари имају чудну моду да носе врло дуге курјуке (косу сплетену у снопић) и лепо намештене.” О Хуњадијевом заточеништву у смедеревској тамници деспота Ђурђа говори народна песма Орао се вијаше над градом Смедеревом.